# Phaeographis lyellii
Phaeographis lyellii är en lavart som först beskrevs av James Edward Smith, och fick sitt nu gällande namn av Alexander Zahlbruckner. Phaeographis lyellii ingår i släktet Phaeographis och familjen Graphidaceae.   Inga underarter finns listade i Catalogue of Life.

## Källor

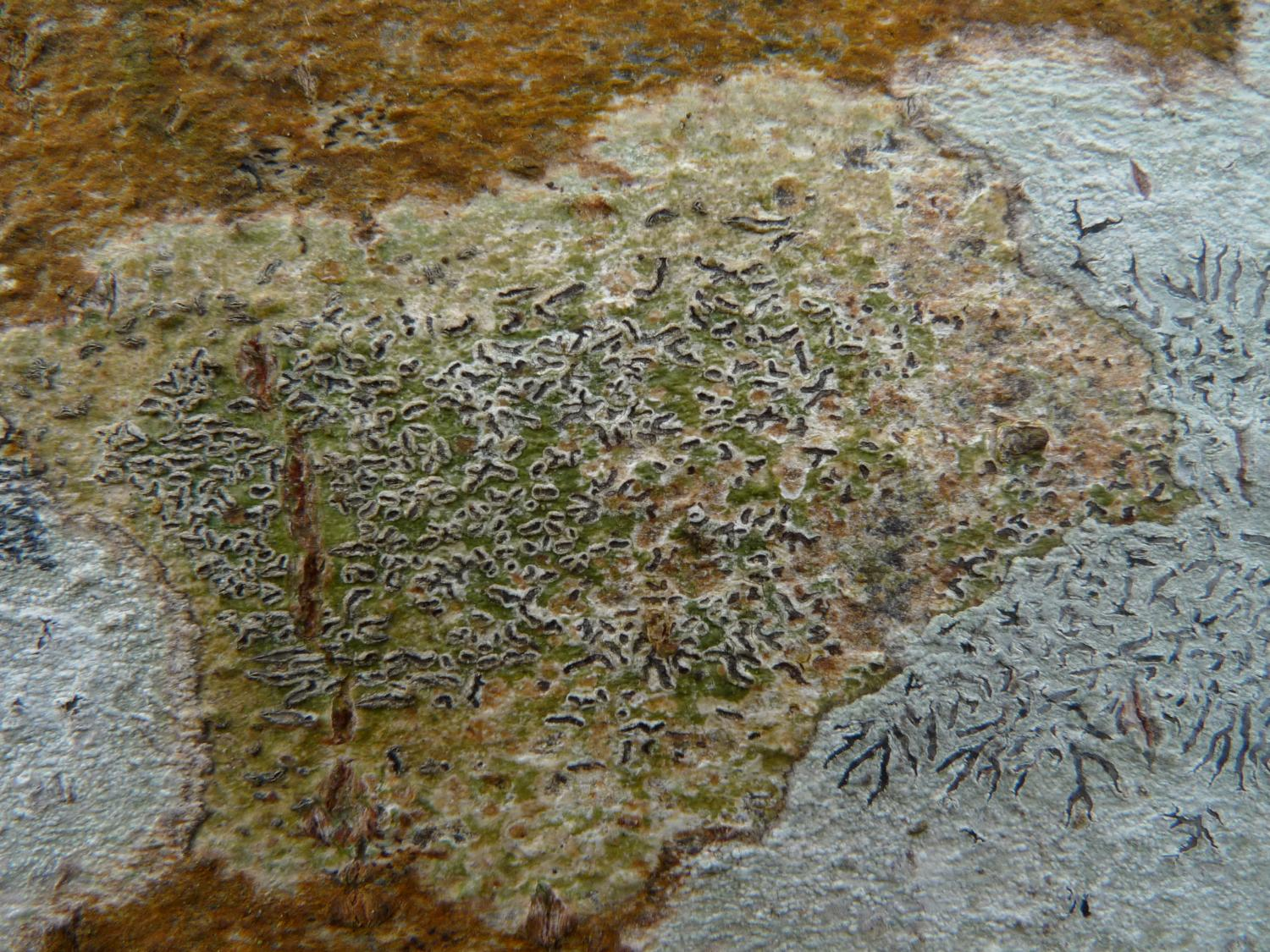